# Tecunumania
Tecunumania là một chi thực vật có hoa trong họ Cucurbitaceae.

## Loài
Chi Tecunumania gồm các loài: